# Zuheros
Zuheros is een gemeente in de Spaanse provincie Córdoba in de regio Andalusië met een oppervlakte van 42 km². Zuheros telt 657 inwoners (1 januari 2016).

## Demografische ontwikkeling

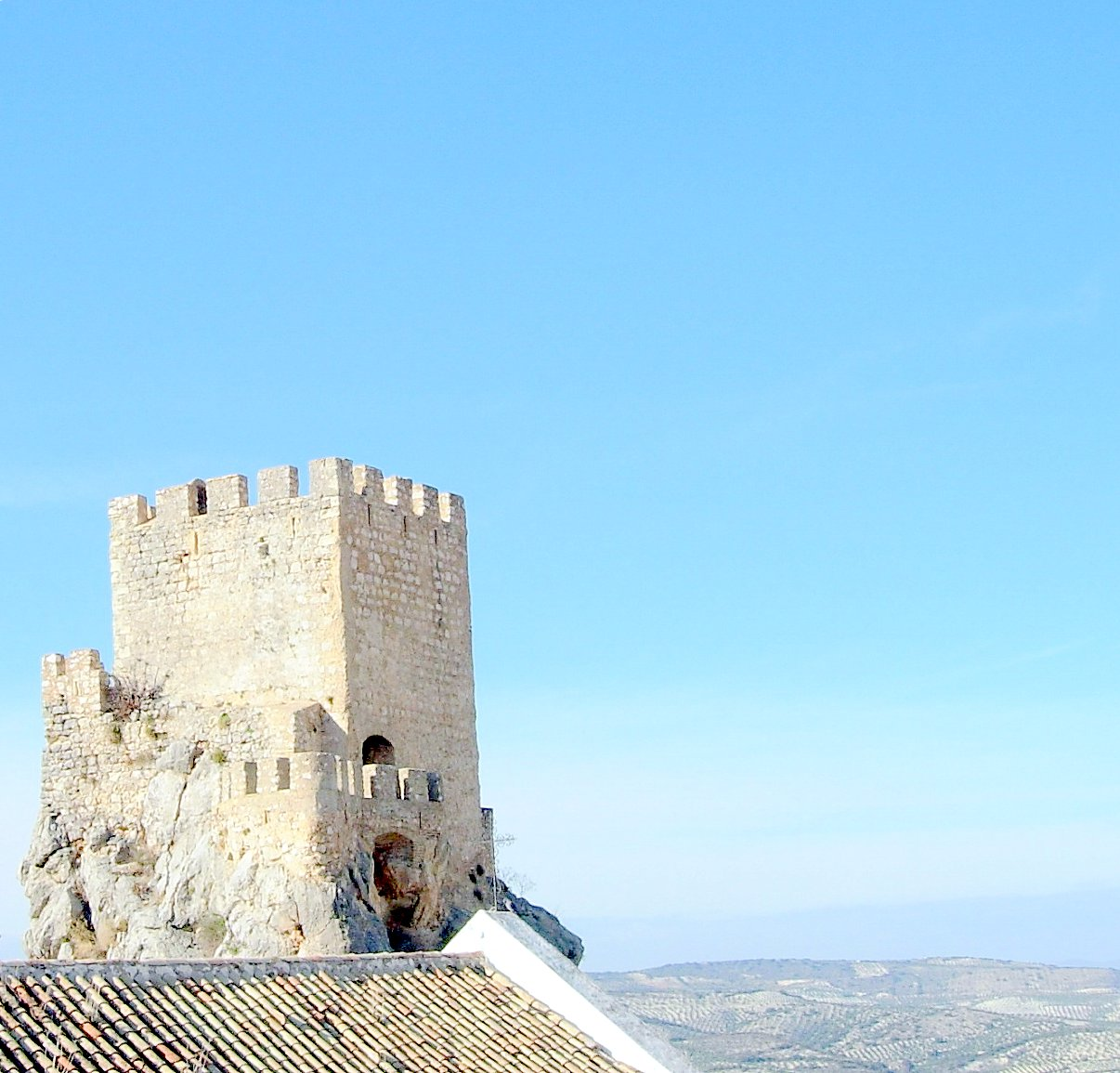
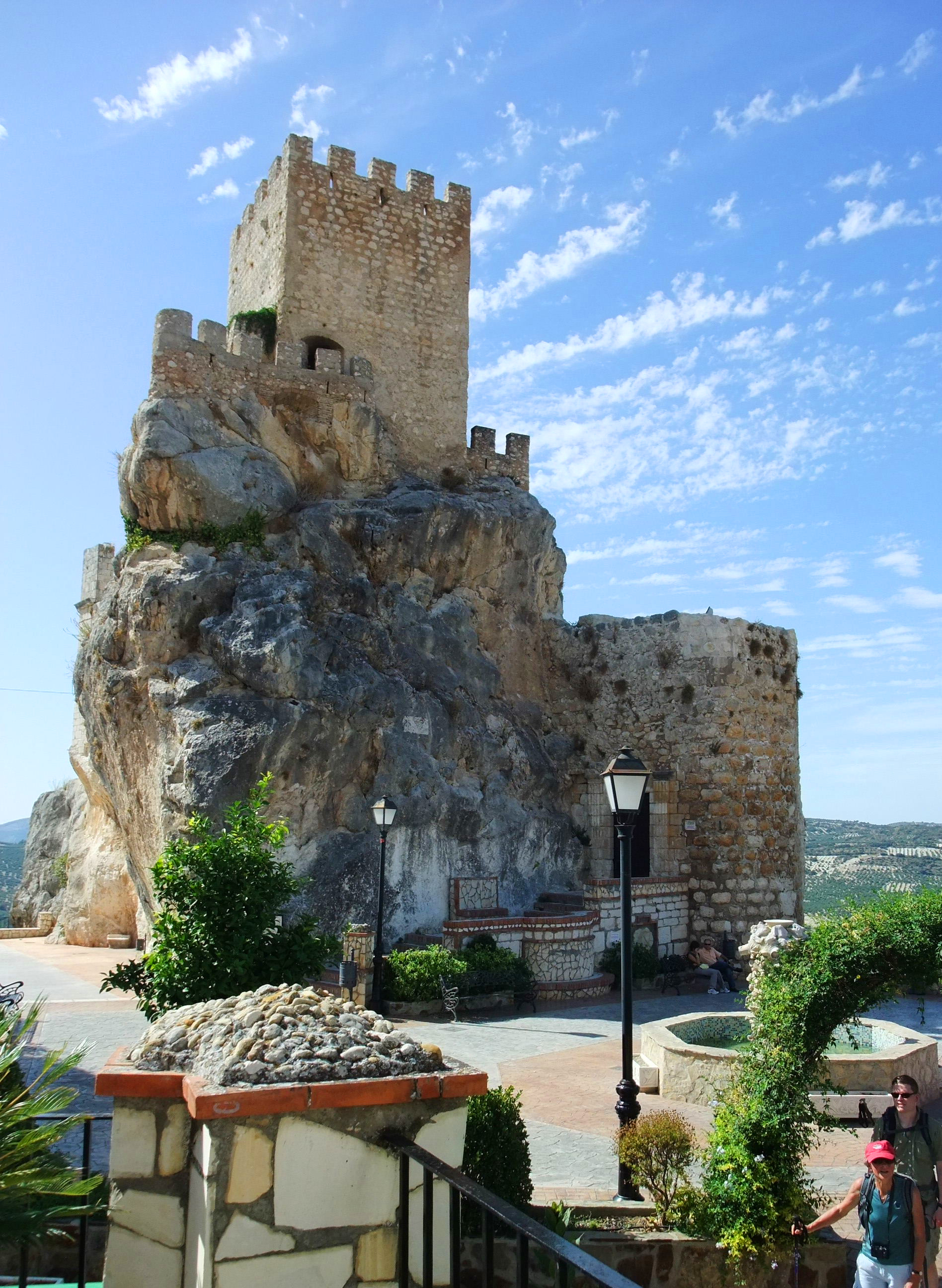
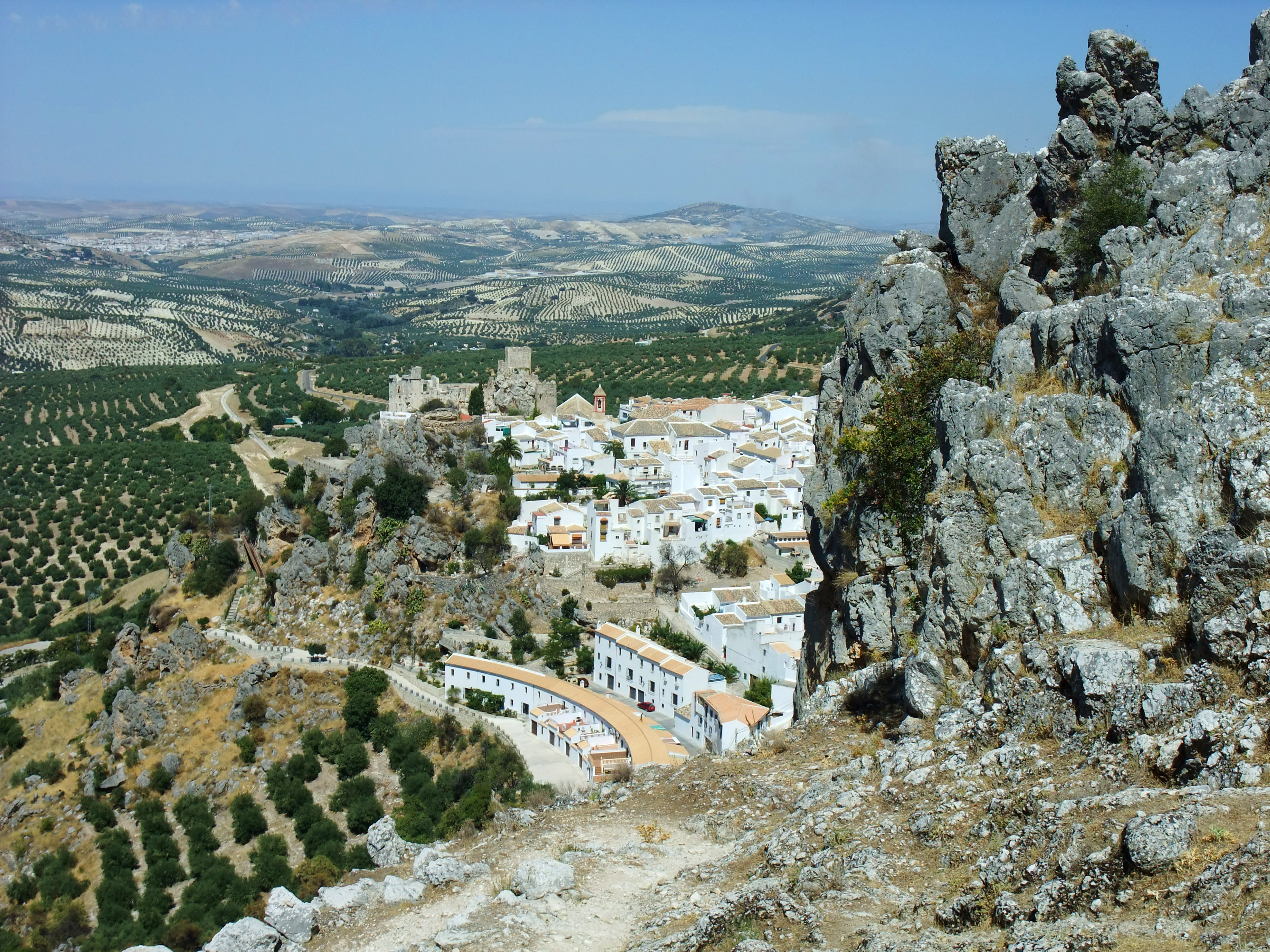

Bron: INE, 1857-2011: volkstellingen